# Mao: Neznana zgodba
Mao: Neznana zgodba je biografska knjiga kitajskega komunističnega diktatorja Maa Cetunga, iz leta 2005, ki sta jo napisala zgodovinar Jon Halliday in zgodovinarka Jung Chang. V knjigi avtorja obravnavata življenjepis Maa Cetunga in njegovo odgovornost za več smrtnih žrtev kot Josif Stalin in Adolf Hitler. Knjiga je delo zgodovinskega revizionizma, ki je v nasprotju s kitajsko uradno zgodovino in zahodnim zgodovinopisjem.   
Pri izvajanju svoje raziskave za knjigo v desetletju sta avtorja opravila intervjuje z stotinami ljudi, ki so doživeli Maovo vladanje, uporabila sta nedavno objavljene spomine kitajskih političnih osebnosti in raziskali novo odprte arhive na Kitajskem in v Rusiji. Sama zgodovinarka Chang je preživela pretresne dogodke v kulturni revoluciji, ki jih je opisala v svoji prejšnji knjigi Wild Swans iz leta 1991. 
Knjiga je hitro postala prodajna uspešnica v Evropi in Severni Ameriki. Prejela je izjemne pohvale s strani ocen v nacionalnih časopisih, pohvalili pa so jo tudi nekateri akademiki, vendar je bilo tudi veliko kritik s strani drugih. Pregledi številnih kitajskih strokovnjakov so bili kritični, ker naj bi po njihovih besedah navajali netočnosti in selektivnost pri uporabi virov ter polemično upodobitev Maa.
Slovenski prevod knjige je izšel leta 2006, knjigo pa je prevedla Valerija Cedilnik.